# Epagneul Picard
Der Epagneul Picard ist eine von der FCI anerkannte Hunderasse aus Frankreich (FCI-Gruppe 7, Sektion 1.2, Standard Nr. 108).

## Herkunft und Geschichte
Der Epagneul Français und auch der Epagneul Picard waren im französischen Königshaus beliebt. Beide Hunderassen stammen aus der Picardie. Die Landschaften der Picardie sind vielfältig gegliedert in Feld, Wasser, Wald und Sumpf. Hier benötigte man einen Hund, der robust und arbeitsfreudig ist, gut vorsteht, und in den vielen Wasserläufen der Region Wasserwild findet.
Vor etwa 90 Jahren begann man aus einem Grundtyp zwei unterschiedliche Rassen zu züchten. Sie ähneln dem Deutsch Langhaar und dem Großen Münsterländer. Noch heute liegt der Schwerpunkt der Zucht in der Picardie und hier vor allem im Département Somme.
1908 wurde die Rasse bei der SCC als eigenständige Rasse etabliert und von der FCI anerkannt.

## Beschreibung
Der Epagneul Picard ist von der Figur her die kräftigste unter den französischen Langhaarrassen. Das eher grobe, nicht sehr seidige Fell ist grau getüpfelt mit braunen Platten, hat meist lohfarbene Abzeichen an den Läufen, vor allem am Fang und über den Augen, auch grauschimmel ist erlaubt, zu viel Weiß allerdings nicht gerne gesehen. Die hängenden Ohren sind ziemlich tief angesetzt und mit schön gewelltem Seidenhaar bedeckt, ebenso die Rute, die nicht zu lang sein sollte. Diese wurde, im Gegensatz zu anderen Jagdhunden, auch in der Vergangenheit nicht kupiert. Eine schöne Fahne, das ist längeres Fell am Schwanz, ist erwünscht.

## Wesen
Das Wesen des Epagneul Picard zeichnet sich durch Zuverlässigkeit und Gehorsam aus. Hunde dieser Rasse sind grundsätzlich sehr besonnen. Zudem verfügt dieser Rassehund über vielseitige Jagdhundeigenschaften. Diese Vierbeiner sind sehr ausdauernd und haben eine feine Spürnase. In der Regel wird dieser Jagdhund vor allem für die Jagdarbeit nach dem Schuss verwendet. In seinem Ursprungsland Frankreich wird dieser Rassehund vor allem für die Jagd auf Federvieh eingesetzt. Grundsätzlich sind diese Hunde sowohl für das Jagen an Land als auch im Wasser geeignet. Der Charakter des Epagneul Picard wird als freundlich bezeichnet. Aufgrund seiner Jagdhundeeigenschaften ist der robuste französische Rassehund jedoch nicht unbedingt als reiner Familienhund geeignet.

## Verwendung
Der Epagneul Picard ist ein Jagdhund. Seine Zuverlässigkeit auf Schweiß bei Nachsuchen, seine Wasserpassion, die ruhige kurze Suche unter der Flinte und seine Führigkeit haben ihn sehr schnell zum gefragten Allrounder gemacht.